# 吹替の名盤
『吹替の名盤』（ふきかえのめいばん）は、20世紀フォックス ホーム エンターテイメント ジャパンによるビデオソフトシリーズ。本項ではビデオソフトシリーズについて記載する。

## 商品内容
20世紀FOXの作品で、各テレビ局の映画番組で使用された日本語吹き替えを収録して販売されていたシリーズ。同趣旨のブランドとしてユニバーサル・ピクチャーズの『思い出の復刻版』、ワーナー・ブラザースの『吹替の力』、コロンビア ピクチャーズの『吹替洋画劇場』などが存在する。なお本シリーズは同じ20世紀FOXで展開されていた『吹替の帝王』とは違い、Blu-rayでの販売は行わず全てDVDのみでの販売となっている。

## ラインナップ
| 発売日        | タイトル                                                            | 収録吹替     |
| ------------- | ------------------------------------------------------------------- | ------------ |
| 2015年9月2日  | テキサスSWAT＜テレビ吹替音声収録版＞                                | テレビ朝日版 |
| 2015年9月2日  | 地獄のヒーロー＜テレビ吹替音声収録＞HDリマスター版                  | テレビ東京版 |
| 2015年9月2日  | 野獣捜査線＜テレビ吹替音声収録版＞                                  | テレビ朝日版 |
| 2015年9月2日  | 地獄のコマンド＜テレビ吹替音声収録＞HDリマスター版                  | フジテレビ版 |
| 2015年9月2日  | デルタ・フォース＜テレビ吹替音声収録版＞                            | TBS版        |
| 2015年9月2日  | アパートの鍵貸します＜テレビ吹替音声収録＞HDリマスター版            | テレビ朝日版 |
| 2015年9月2日  | 七年目の浮気＜テレビ吹替音声収録＞HDリマスター版                    | テレビ朝日版 |
| 2015年9月2日  | 紳士は金髪がお好き＜テレビ吹替音声収録＞HDリマスター版              | フジテレビ版 |
| 2015年9月2日  | 百万長者と結婚する方法＜テレビ吹替音声収録＞HDリマスター版          | テレビ朝日版 |
| 2015年9月2日  | カイロの紫のバラ＜テレビ吹替音声収録版＞                            | テレビ朝日版 |
| 2015年10月7日 | 続 猿の惑星＜テレビ吹替音声収録＞HDリマスター版                     | TBS版        |
| 2015年10月7日 | 新 猿の惑星＜テレビ吹替音声収録＞HDリマスター版                     | TBS版        |
| 2015年10月7日 | 猿の惑星 征服＜テレビ吹替音声収録＞HDリマスター版                   | フジテレビ版 |
| 2015年10月7日 | 最後の猿の惑星＜テレビ吹替音声収録＞HDリマスター版                  | フジテレビ版 |
| 2015年10月7日 | 大いなる西部＜テレビ吹替音声収録＞HDリマスター版                    | テレビ朝日版 |
| 2015年10月7日 | ワーロック＜テレビ吹替音声収録版＞                                  | テレビ朝日版 |
| 2015年10月7日 | 慕情＜テレビ吹替音声収録＞HDリマスター版                            | テレビ朝日版 |
| 2015年10月7日 | ロング・グッドバイ＜テレビ吹替音声収録版＞                          | TBS版        |
| 2015年10月7日 | ナイルの宝石＜テレビ吹替音声収録＞HDリマスター版                    | テレビ朝日版 |
| 2015年10月7日 | ロマンシング・ストーン 秘宝の谷＜テレビ吹替音声収録＞HDリマスター版 | テレビ朝日版 |